# Max Robert Gerstenhauer
Ernst August Robert Max Gerstenhauer (geb. 30. September 1873 in Barchfeld an der Ilm; gest. 18. August 1940 in Weimar) war ein deutscher Gutsbesitzer, völkischer Politiker, Kirchenpolitiker im Vorfeld der DC, Parteivorsitzender der Wirtschaftspartei und als Rassentheoretiker ein Vorkämpfer für die Nationalsozialistische Rassenhygiene; beruflich war er Beamter, von 1936 bis 1938 Ministerialdirektor beim Innenministerium im Land Thüringen. Er war Mitglied der NSDAP seit 1931.

## Beruflicher Werdegang
Gerstenhauer war Sohn eines Gutsbesitzers. Er studierte Rechts- und Staatswissenschaften in Heidelberg, Berlin, Halle und Jena. Während seines Studiums in Jena wurde er 1895/96 Mitglied der Turnerschaft Salia Jena. Er gehörte auch den Turnerschaften Ghibellinia Heidelberg und Rhenania Berlin an.
1902 wurde er stellvertretender Landrat in Meiningen und im Juli 1903 zum Kreisassistenten des Regierungsrates im Staatsministerium befördert. 1912 folgte die Ernennung zum Geheimen Regierungsrat und im Ersten Weltkrieg der Einsatz an der Westfront, im Rang eines Hauptmanns, anfangs als Brigadeadjutant und danach in der Zivilverwaltung des Generalgouvernements Belgien. 1916 wurde Gerstenhauer als Geheimrat zum Oberverwaltungsgericht in Jena versetzt. Ab November 1924 war er in Weimar als Ministerialrat im Thüringischen Ministerium für Inneres und Wirtschaft tätig. 1934 wurde er Ministerialdirigent im Innenministerium und später Ministerialdirektor und Abteilungsleiter im Justizministerium. 1938 trat Gerstenhauer in den Ruhestand. Im November 1938 übernahm er jedoch die Leitung der deutschen Schriftgutkommission in Prag.

## Leben und Werk
Gerstenhauer lehnte die kleindeutsche Lösung, die Bismarck herbeigeführt hatte, heftig ab; im Zuge dieser Orientierung kam er Paul de Lagarde näher, er betrachtete ihn als seinen „geistigen Führer“. Danach wurden der Alldeutsche Verband, ein Deutschvölkischer Kolonialverein des Curt von François, die Deutsche Kolonialgesellschaft und der Deutschbund ihm zur politischen Heimat. Den Antisemitismus Friedrich Langes radikalisierte er mittels der Rassentheorien von Arthur de Gobineau und Houston Stewart Chamberlain.
Im Deutschbund trafen sich vor 1914 die entschiedensten Kämpfer der Völkischen überhaupt, mit weitreichendem Einfluss auf ähnliche Gruppierungen.
Gerstenhauer versuchte, auf die Kriegsziele im Ersten Weltkrieg im alldeutschen Sinn Einfluss zu nehmen, insbesondere setzte er sich für die dauerhafte Einverleibung flämischsprachiger Gebiete Belgiens ins Reich ein. Im Generalgouvernement Belgien, welches die Einverleibung vorbereitete, war er seit 1915 als „Flamensachverständiger“ in der Zivilverwaltung in Brüssel tätig.

Nach 1918 wurde Gerstenhauer zum Anhänger des völkischen Antisemiten Adolf Bartels. Gemeinsam machten sie den Deutschbund 

„...zu einem aktivistischen Werkzeug der völkischen Bewegung, … einem Kampfbund, … mit stärkerer Betonung … des Führergedankens.“

Der Deutschvölkische Schutz- und Trutzbund sah Gerstenhauer nach 1918 als Mitglied. Im Deutschbund schob Gerstenhauer den Vorsitzenden Paul Langhans als „Bundeswart“ auf einen unbedeutenden Ehrenposten ab und schuf für sich selbst 1921 den Machtposten des „Bundesgroßmeisters“, den er bis zu seinem Tod besetzte. Er wollte den Bund unter den zahllosen völkischen Verbänden der Nachkriegszeit zur führenden Kraft machen. In ideologischer Hinsicht beanspruchte Gerstenhauer die „geistige Führung“. Die zersplitterten Völkischen sollten durch ihn zu einer kraftvollen, zielstrebigen „Zweckgemeinschaft“ zusammengefasst werden.
Sein Ziel war es, einen „germanischen Bauernadel“ als neue Elite heranzuziehen. Diese Leute sollten kein „Wissensallerlei“ beherrschen und nicht der Zivilisation verfallen. Im Gegenteil waren die Jungen und Männer wehrhaft zu machen durch Reiten, Schwimmen, Geländespiele und Schießsport. Gerstenhauer nannte sich ab 1925 „Reichsherr“ einer „Bauernhochschulbewegung“ mit ebendiesen Zielen; auch die Bezeichnung „Schirmherr“ von Bauernhochschulen ist über ihn in diesem Kontext überliefert.
Weiterhin war Gerstenhauer tätig in einem sog. „Kulturausschuss“ des Stahlhelms und im Reichslandbund, Beirat in einem „Bund für germanische Siedlung“ und Mitgründer eines „Germanischen Tages“.
Aber mit dem Aufstieg der Nationalsozialisten (NS) mussten die Völkischen allmählich zurückstecken. Deshalb orientiert Gerstenhauer sich ab 1928 zunehmend am Nationalsozialismus, besonders in seiner regionalen thüringischen Ausprägung. Das Vehikel, welches ihm dazu diente, war die evangelische Kirche. Er betrieb ihre Neuausrichtung in Richtung Deutschchristentum. Damit verschärfte er zugleich seinen völkischen Antisemitismus zum NS-Rassismus. Den schleichenden Übergang vom Deutschbund zur „Deutschchristlichen Arbeitsgemeinschaft“ markiert die Wahl Gerstenhauers zum Leiter der letzteren 1925; im Jahr 1929 wurde die Deutschchristliche Arbeitsgemeinschaft auch organisatorisch dem Deutschbund angeschlossen, was intern umstritten war.
Wie Adolf Bartels wollte Gerstenhauer, als „praktisches Beispiel völkischen Kampfes“, die evangelischen Landeskirchen, zuerst die Thüringer Evangelische Kirche, zu Bastionen der „Deutschen Christen“ machen. Hier sollte das Volk „artgerecht“ erzogen werden, ebenso wie in den verschiedenen Jugendbünden, in Hoch- und Volkshochschulen.

„Gerstenhauer schwebte … eine Abkehr vom ‚materialistischen, judaisierten Christentum‘ vor, das durch die ‚wahre Religion‘ eines idealistischen, germanischen ‚Deutschen Denkens und Fühlens‘ ersetzt werden soll.“

Zum Ende seiner Beamtenlaufbahn war Gerstenhauer ab 1939 noch mit dem Raub von Archivalien in Prag befasst, nach der deutschen Besetzung der Tschechoslowakei. Eine deutsche „Verwaltungsschriftgutkommission und Urkundenbeschaffungsstelle Prag“ sah ihn als Leiter, zwecks Überführung wichtiger Dokumente ins NS-Reichsarchiv. An der von den Besatzern geführten „Deutschen Karls-Universität in Prag“ hielt er 1940 Vorträge über NS-Rassentheorien sowie über die deutsche Kolonialpolitik, deren Wiedererrichtung er erhoffte.

## Als Kirchenpolitiker
Der Thüringische Landeskirchentag war das „Parlament“ der Landeskirche. Innerhalb des Landeskirchentags bildete Gerstenhauer eine DC-Fraktion „Bund für deutsche Kirche“ mit nur 3 Mitgliedern, die 1929 und 1930 immer stärker die Themen des Gremiums bestimmte und ihre Auffassung in seinen öffentlichen Erklärungen unterbrachte, womit sich die Kirche deutlich gegen die meist SPD-geführte Landesregierung profilierte.
Durch seinen Lobbyismus in der Kirche wurde Gerstenhauer als Landespolitiker wahrgenommen. In der nationalsozialistisch dominierten Baum-Frick-Regierung. Gerstenhauer, als Landtags-Mitglied seit 1924, war für die Bildung der Koalitionsregierung an entscheidender Stelle verantwortlich. Er sorgte als Landesvorsitzender der Wirtschaftspartei, WP, dafür, dass die WP mit ihren 6 Abgeordneten in die Koalition eintrat und ihr damit zur Mehrheit im Landtag verhalf. Gerstenhauer war in der Landesregierung ein „eifriger Parteigänger Wilhelm Fricks“. Dieser Linie entsprechend erließ Frick eine „Gebetsvorlage“ für alle Schulen, durch die deutsch-christliche Gebete verpflichtend wurden; Gerstenhauer als Staatsrechtler verteidigte dieses Bündnis Staat-DC vor dem Staatsgerichtshof des Landes, als es zur Klage kam. Zwar verlor er den Prozess, aber die pro-faschistischen Kräfte hatten dadurch im Bürgertum an Bekanntheit und Ansehen gewonnen, indem Gerstenhauers Leute sich „als die eigentlichen Hüter der christlichen Religion und der kirchlichen Sitte“ darstellen konnten. Der Einfluss der DC in der Landeskirche stieg an, sie war seitdem eine der am stärksten DC-orientierten Landeskirchen. Im März 1933 wurde die relativ demokratische Verfassung des Landeskirchentags ganz außer Kraft gesetzt; den Antrag dazu stellte Gerstenhauer als Präsident des Gremiums. Einen Monat später verschärfte er seine Kirchenpolitik:

„(Es sind) Maßnahmen zu treffen, die zur Gleichschaltung mit dem nationalen Staat und der christlich-nationalen Erneuerungsbewegung erforderlich sind.“

## Rassistische Radikalisierung
Zunächst befasste Gerstenhauer sich mit den Buren Südafrikas. Sie seien „Deutsche im Blute“, es gäbe eine deutsch-burische Volksgemeinschaft. Später, bis 1901, nannte er die Burenstaaten gerne „Niederdeutsch-Afrika“.
Bezogen auf Europa, entwickelte Gerstenhauer 1913 für den Deutschbund einen „Arbeitsplan“ zur Rassenhygiene im völkischen Sinn verfasst. Gerstenhauer schrieb:

„Wirklicher Adel besteht in edlem reingermanischen Blut“

Die schon 1913 auftauchende „Teutstiftung“ griff Gerstenhauer 1927 wieder auf. Die Stiftung wurde als Zweig des Bundes gegründet, zusätzlich gab es jetzt ein „Bundesrassenamt“. Dieses „Amt“ leitete Gerstenhauer zusammen mit Hans F. K. Günther, dem Rasse-Günther. Günther wurde später wesentlich bekannter, er war auch tatkräftiger, da deutlich jünger als sein Unterstützer Gerstenhauer. Günther war nicht habilitiert und wurde trotzdem von Frick per „Ministerialbeschluss“ am 16. Mai 1930 zum „Professor für Sozialanthropologie“ (offiziell: „Lehrstuhl für Rassenfragen und Rassenkunde“) an die Universität Jena, die spätere NS-Musteruniversität, berufen. Viele Forscher gehen davon aus, dass Gerstenhauer für diese Berufung sorgte, endgültige Beweise gibt es bislang nicht; aber sowohl Fritz Lenz, die zeitgenössische Frankfurter Zeitung als auch Gerstenhauer äußerten sich zeitnah so, während Günther selbst das 1969 abstreitet. Die Gemeinsamkeiten der beiden betreffen das Ziel der „Aufnordung“ bzw. rassischen „Aufartung“, die Förderung des Bauerntums als dem angeblich rassisch unverdorbenen Teil des Volkes, bei Günther „Kern des Deutschtums“ genannt.
Die Teutstiftung der beiden Rassisten sollte vor allem eine „Stammrolle der Deutschen Rasse“ erstellen, in der jeder einzelne Deutsche seinen Abstammungsnachweis niederzulegen hatte, ein Frühform des späteren NS-Ariernachweises; diese Abstammung war auch rassisch zu „bewerten“. Nur die besonders „deutschblütigen“ oder „nordrassischen“ Gestalten sollten sich laut Gerstenhauer untereinander paaren dürfen, sie würden auf diese Weise „germanische Rassenkerne“ bilden. So würde sich „allmählich die Rasse des ganzen Volkes verbessern“.

## Eigentumsrechtliche Nachwirkungen
Erben (Enkel) des Max Robert Gerstenhauer klagten 2014 vor dem Bundesverwaltungsgericht wegen des Großgrundbesitzes (ca. 2 km²), der 1946 von der SMAD wegen faschistischer Betätigung des Erblassers und der Söhne enteignet worden war. Das Gericht gab ihnen recht und verwies die Sache zurück an das Verwaltungsgericht Gera zur weiteren Entscheidung.
Der Täter im Holocaust und spätere Senatspräsident eines Gerichts in Kiel, Hartmut Gerstenhauer, ist ein Sohn des Max Robert.

## Schriften (Auswahl)
- Deutschnational. Ein Beitrag an Deutschlands Studentenschaft zur 25jährigen Jubelfeier der Reichsgründung. Von einem Alldeutschen. Leipzig 1896
- Die Landfrage in Südwestafrika, ihre finanzpolitische und äußerpolitische Seite. Ein Beitrag zur Frage: "Wie machen wir Deutsch-Südwestafrika rentabel?" Hg. Deutschnationaler Kolonialverein. Süsserott, Berlin 1908
- Leitfaden der Staats- und Rechtskunde für die Landbevölkerung im Herzogtum Sachsen-Meiningen. Meiningen 1908
- Rassenlehre und Rassenpflege. Armanen, Leipzig 1913[27]
- als Herausgeber: Mit Ernst Krieck, Werner Kulz[28] (Hrsg.): Zeitschrift Die Sonne. Monatsschrift für Nordische Weltanschauung und Lebensgestaltung. Armanen-Verlag, Leipzig (erschien unter diesem Titel 1924–1934 in 11 Jgg.); zeitweise auch Verlag Alexander Duncker, Weimar[29]
  - ab ca. 1937: Die Sonne. Monatsschrift für Rasse, Glauben und Volkstum, im Sinne Nordischer Weltanschauung und Lebensgestaltung. Als Hg. wird Kulz angegeben, die Jahrgangszählung wird fortgesetzt, Armanen-Verlag
- Alte und neue Aufgaben der völkischen Bewegung, in Deutschbund-Blätter 1930–1931[30]
- Die germanischen Westmarken und ihre Bedeutung für die germanische Völkerfamilie. Melsungen 1932
- Der völkische Gedanke in Vergangenheit und Zukunft. Aus der Geschichte der völkischen Bewegung. Armanen, Leipzig 1933
- Grundzüge einer deutschen Staats- und Volkskunde. In 2 Bänden. Armanen, Leipzig

1. Mittgarts Verfall und Wiederaufstieg. 1937
2. Das ewige Deutschland. 1940